# NGC 5917
NGC 5917 (другие обозначения — MCG −1-39-2, ARP 254, IRAS15188-0711, PGC 54809) — спиральная галактика (Sb) в созвездии Весы. Эта галактика взаимодействует с галактикой MCG-01-39-003.
Этот объект входит в число перечисленных в оригинальной редакции «Нового общего каталога», а также в Атласе пекулярных галактик.
В галактике вспыхнула сверхновая SN 1990Q. Её пиковая видимая звёздная величина составила 18.